# Bolos de Mendes
Bolos de Mendes (Βῶλος) es un autor en lengua griega de los siglos III o II a. C. , originario de Mendes en Egipto. Es considerado a veces como el primer autor que trata del ocultismo. Bolos es el representante, tal vez más conocido, de una corriente de pensamiento popular que consistía en «mezclar» elementos del pensamiento científico y filosófico griego y de los saberes tomados de la tradición mágica del Oriente.
Su reflexión científica se apoyaba sobre todo sobre Demócrito y en segundo lugar sobre Teofrasto, Un pasaje de Columela, De re rustica. (De la agricultura) (VII, 5 ; XI, 3) confirma la identificación entre Bolos y Pseudo-Demócrito:
Varias de sus obras circularon muy rápidamente bajo el nombre de Demócrito, sin que se pueda decir si la falsificación era deliberada. Es pues llamado el «Pseudo-Demócrito» por los modernos. El vínculo/confusión entre Bolos y Demócrito se explica entre otros porque este último había formulado una teoría de las formas simulacros (creía que los objetos emiten flujos o efluvios). El verdadero Demócrito (c. 460 - c. 370 a. C.) se interesaba también por las técnicas y habría ido a Egipto, patria de Bolos.
La Suda menciona dos Bolos, uno filósofo y discípulo de Demócrito, y el otro originario de Mendes y pitagórico. Hoy en día se admite que se trata de uno solo.

## Ocultismo
Bolos buscaba encontrar las fuerzas, así como los elementos parecidos u opuestos (simpatía y antipatía), que obran sobre la naturaleza (piedras, plantas, animales, humanos). Quería emplearlos para mejorar el bienestar físico y moral de los hombres. Bolos pertenece también al corriente de la paradoxografía, género literario que trata fenómenos anormales o inexplicados. Estudia las «virtudes naturales» (Φυσικὰ δυναμερά), las simpatías y las antipatías.

## Alquimia
El tratado φυσικά και μυστικά / 'Phusika kai mustika' comporta recetas de taller, basadas en la ley de las simpatías y de las antipatías, para fabricar los cuatro objetos de la alquimia de entonces : oro, plata, púrpura, piedras preciosas.
Séneca atribuye a Demócrito (quizá a Bolos cf. supra) logros químicos o simplemente metalúrgicos: